# كان فابس
كان فابس مطعمًا قريبًا من برشلونة، في سانت سيلوني، كاتالونيا، إسبانيا  شغل به الشيف سانتي سانتاماريا، الذي كان أول طباخ كاتالوني يحصل على 3 نجوم ميشلان منصب رئيس ريليه جورماندس ونائب رئيس ريليه وشاتو (2003-2006). كان كان فابس عضوًا في ريليه وشاتو ابتداءً من عام 1989. كان المبنى مملوكًا لعائلة سانتاماريا لمدة 200 عام، وقد ولد هناك هو نفسه.

## تاريخ
افتتح كان فابس في عام 1981 وكان حانة صغيرة غير رسمية تقدم وجبات الطعام للفلاحين الذين يأتون إلى السوق المحلية. حصلت على أول نجمة ميشلان عام 1988 والثانية عام 1990.
حصل المطعم على المرتبة 31 كأفضل مطعم في العالم في قائمة أفضل 50 مطعمًا في عام 2008.  حصل كان فابس على ثلاث نجمات ميشلان في عام 1994. أغلق كان فابس بعد 32 عامًا، في أغسطس 2013.

## روابط خارجية
- الموقع الرسمي